# Великие Мосты

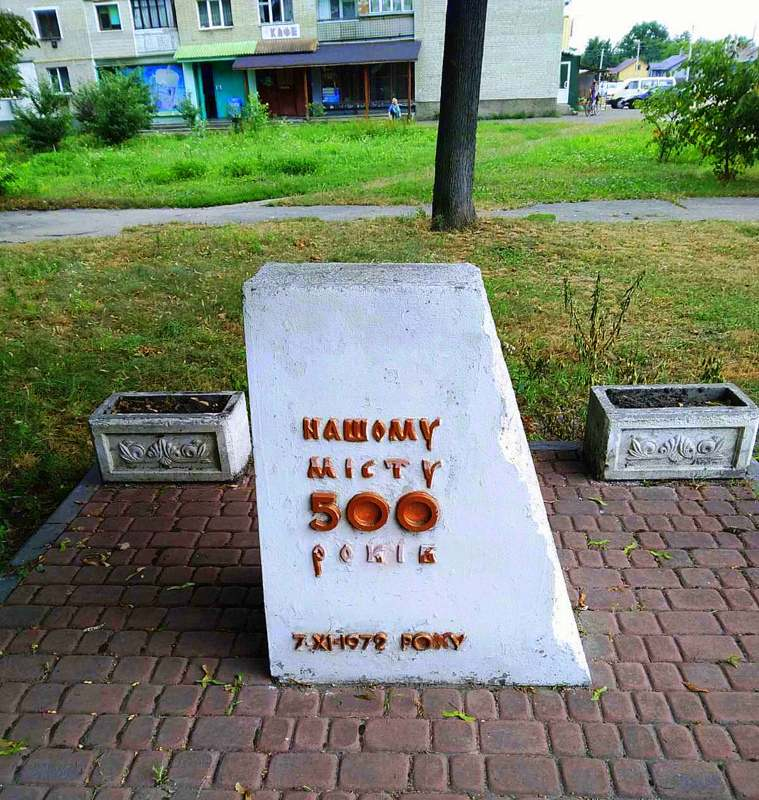
Памятный знак в честь 500-летия г. Великие Мосты

Вели́кие Мосты́ (укр. Вели́кі Мости́) — город в Шептицком районе Львовской области Украины. Административный центр Великомостовской городской общины.

## История

г. Великие Мосты. Казармы. Архивное фото 1900 г.

В исторической хронике XVI века упоминается небольшое поселение Мостки, которое находилось на правом берегу реки Рата, на полдороге между Жолквой и Белзом. Люди в этой местности поселились ещё в бронзовом веке (конец XV — начало XI ст.ст. до н. э.), о чём свидетельствуют археологические находки.
В 1803 году во время хозяйственных работ между селами Силец и Боровое обнаружили захоронение, выложенное камнями, в которых нашли бронзовый браслет и перстень, а также каменный топорик. В 1876 году во время организованных там же археологических раскопок под руководством доктора Я. Комерницкого собрали большое количество кремнёвых орудий труда.
Последующую судьбу Мостков кардинально изменил их владелец — польский король Сигизмунд Август, который 23 июля 1549 года подписал привилегию, согласно которой селу предоставили статус города с одновременным введением магдебургского права. Из благодарности жители решили назвать город Августов — в честь короля, который назначил первым его старостой Андрея Рокицкого. Чтобы как можно быстрее наполнить городскую казну, магистрату предоставили три лана поля, баню, солодовню, пивоваренный завод и ремесленную лавку. Кроме этого, в городскую казну поступал весь выторг от продажи водки, а также каждая третья мера муки от мельницы. В городе ввели еженедельные торги — в среду, и две годовых ярмарки — на праздники Божьего Тела и Всех Святых. Старосте предоставляли право брать чинш от лав мясников, а в дни торгов — от всех других товаров. Мещан нового города освободили от всех феодальных налогов и повинностей, а также от работ возле замка. Обязательными оставались лишь работы по ремонту дорог и мельниц (одна из них была в городе, другая — в селе Воля Дворецкая, но принадлежал городу). Для оживления торговли король позволил поселяться в Августове евреям — на таких же правах, что и в Белзе.
Город быстро развивался и разрастался. В 1569 году здесь насчитывали 257 жилых домов, четыре солодовни, работали 25 пекарей и 13 столяров, мещанам принадлежало более чем 31 лан поля. 22 июня 1576 года король Стефан Баторий подтвердил привилегию своего предшественника касательно Августова. Но уже в 1583 году город получил новую привилегию, в которой, среди другого, речь шла о том, что из-за быстрых темпов роста населения назрела необходимость ограничить территорию города земляными валами и рвом с водой, которые, кроме всего прочего, выполняли бы и защитную функцию. Это требовало дополнительных средств. В связи с этим магистрат получил право торговать «ходовым» товаром: хлебом, солью, кожей, железо-скобяными изделиями, а также организовывать новые ремесленные цеха. Согласно новой привилегии, должность старосты можно было официально «купить», заплатив в городскую казну определённую сумму. Если заявляли о своем желании несколько претендентов, между ними устраивали своеобразный аукцион.
Впоследствии мещане выхлопотали себе право построить мост через Рату. Эта идея оказалась настолько удачной, что благодаря ей город не только окреп финансово, но и со временем получил новое название. В 1616 году в Августове насчитывали уже 302 жилых дома, восемь солодовень, пивоваренный завод, воскобойня, 36 пекарей, 20 сапожников, были также мастера-резники (очевидно, евреи, их количества не указывают). Вероятно, в XVII ст. в городе был также стеклоделательный промысел. Один лан поля принадлежал церкви, построенной в 1712 году, за что священник платил чинш 15 грошей.
В 1662 году на город напали крымские татары и почти полностью разрушили его, убив и забрав в ясырь много жителей. О масштабах разрушения можно судить по тому, что, по данным исторических документов, в сапожном, портняжном, скорняке и ткацком цехах осталось лишь по одному мастеру. В собственности города на это время находились три моста: два большие — через реку Рата, и один более малый — через реку Болотня. Благодаря пошлине, которую получала городская казна за пользование мостами, Августову удалось достаточно быстро отстроить город и возобновить хозяйственную инфраструктуру. Из-за этого, начиная с 1770 года, название «Августов» постепенно исчезает из обихода, исторической хроники и географических карт. Вместо этого появляется новое название — «Великие Мосты».
Приходской костёл Сигизмунд Август заложил здесь в 1549 году. В своё время король предоставил в собственность костёла два лана поля. Кроме этого, городское правительство было обязано отдавать ему определённую частицу урожая ржи, пшеницы и овса, который получал из надлежащих ему полей. Каждый дом должен был платить на содержание костёла один грош. В 1837 году в Великих Мостах построили каменный костёл. В документах начала XVIII ст. вспоминается городская трёхклассная школа.
С XIX ст. все больший вес в структуре промышленности города приобретает производство «терпентины», «канифолии», скипидара, разнообразных смол (все это — продукты переработки сосновой живицы, которую заготовляли в окружающих лесах).
Около 1900 года появилась синагога.

### 1919—1939
После распада Австро-Венгерской империи в 1918 году, был занят польскими войсками.
1 сентября 1939 года германские войска напали на Польскую Республику, началась Германо-польская война 1939 года.

### 1939—1991
17 сентября 1939 года части РККА перешли восточную границу Польши. 27 октября 1939 года здесь была установлена Советская власть. Согласно польским источникам, части НКВД расстреляли без суда и следствия захваченных в плен курсантов Полицейской школы во главе с комендантом Витольдом Дунин-Вонсовичем.
С 4 декабря 1939 года в составе Львовской области (Указ Президиума Верховного совета СССР от 4 декабря 1939 года). С 1940 года — город.
22 июня 1941 года началась Великая Отечественная война, город оказался в прифронтовой зоне. 27 июня 1941 года он был оккупирован наступавшими немецкими войсками.
Освобождён 18 июля 1944 года войсками 1-го Украинского фронта в ходе Львовско-Сандомирской операции:
- 13-я армия — 6-я гвардейская стрелковая дивизия (генерал-майор Онуприенко Дмитрий Платонович) 27-го стрелкового корпуса (генерал-майор Черокманов Филипп Михайлович).[8]

В 1969 году численность населения составляла 4,8 тыс. человек, здесь действовали промкомбинат и кирпичный завод.
В январе 1989 года численность населения составляла 5,5 тыс. человек, здесь действовали фабрика галантерейно-бытовых изделий и др. предприятия.

## Население
По данным переписи 2001 года, украинцы составляли 97,59 % населения города, русские — 1,27 %.

### Языковой состав
Родной язык населения по данным переписи 2001 года:
| Язык       | Численность, чел. | Доля     |
| ---------- | ----------------- | -------- |
| Украинский | 5 849             | 98,73 %  |
| Другое     | 75                | 1,27 %   |
| Итого      | 5 924             | 100,00 % |

Украинский язык является основным и единственным официальным языком города.

## Транспорт
Находится на шоссе Львов — Сокаль, в 16 км от ж.-д. станции Горняк Львовской железной дороги.